# المشراح (حبيش)

تعديل مصدري - تعديل

المشراح هي إحدى قرى عزلة بني الضاحتين بمديرية حبيش التابعة لمحافظة إب، بلغ تعداد سكانها 684 نسمة حسب تعداد اليمن لعام 2004.